# Cavalcada de Vallfogona

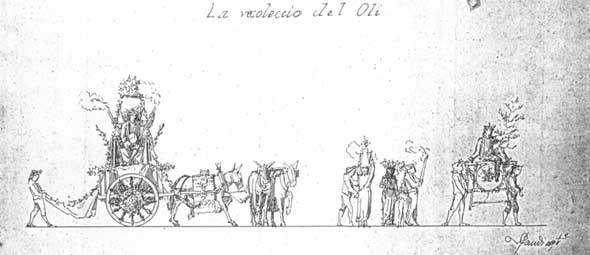
La recol·lecció de les olives

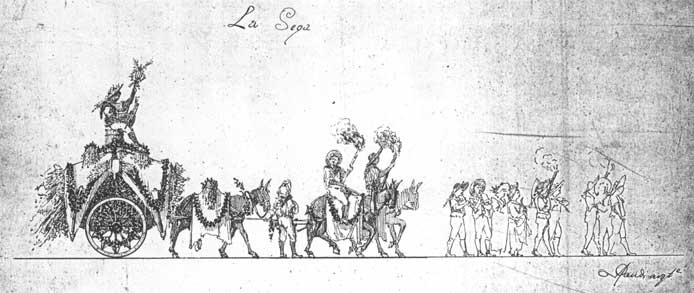
La sega

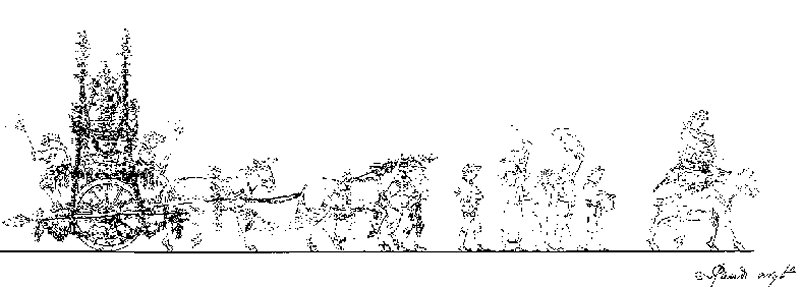
La verema

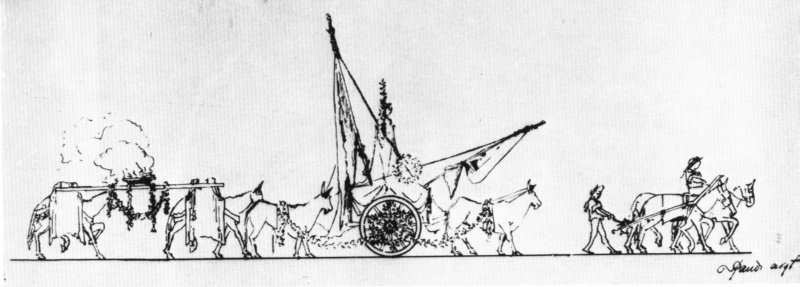
Dibuix sense identificar

La cavalcada de Vallfogona va ser un projecte no realitzat de l'arquitecte modernista Antoni Gaudí el 1879 per a la celebració d'una cavalcada commemorativa del 250 aniversari de la defunció del sacerdot i poeta Francesc Vicent Garcia a Vallfogona de Riucorb (Conca de Barberà, Tarragona).

## Història i descripció
Francesc Vicent Garcia i Ferrandis (1582-1623), també conegut com el «rector de Vallfogona», va ser un sacerdot i poeta en llengua catalana. Va ser rector de Vallfogona, motiu pel qual aquesta localitat va voler homenatjar-ho amb motiu del 250 aniversari de la seva defunció, encara que la data triada, 1879, era ja passats 256 anys d'aquesta.
L'homenatge va ser organitzat per l'Associació Catalanista d'Excursions Científiques i l'Associació Catalana d'Excursions, que més tard es van fusionar donant lloc al Centre Excursionista de Catalunya. Estava prevista la celebració de diversos actes d'homenatge, com a discursos, balls, misses, cercaviles, concursos poètics i ofrenes florals, a més d'una «cavalcada místico-al·legòrica» el disseny de la qual es va confiar a Gaudí, probablement per la seva adscripció al grup excursionista. Per a l'esdeveniment estava previst que es desplacessin a Vallfogona grups de persones procedents de Barcelona, Tarragona, Lleida, Reus, Manresa, Igualada, Tortosa, Cervera i Tàrrega.
Els actes d'homenatge van tenir lloc entre l'1 i el 3 de setembre de 1879, encara que l'afluència de públic va ser molt inferior de l'esperada, per la qual cosa els festejos van quedar deslluïts. Segons el cronista Pau Pi i Pla, l'organització, dirigida des de Barcelona, va ser defectuosa; els habitants de Vallfogona no estaven molt al punt de la celebració; el rector i l'alcalde se'n van desentendre, el primer perquè s'homenatjava el poeta i no el sacerdot, i el segon perquè era nou en el càrrec i havia heretat el projecte del seu antecessor. A més, quan es van dirigir a la tomba de l'homenatjat es van equivocar d'ubicació i van celebrar l'acte en un altre lloc que no era on reposava el rector.
En el segon dia de festejos les coses van ser com més va pitjor: en el lliurament de premis del concurs poètic el públic, avorrit pels llargs discursos, va començar a esvalotar i les autoritats es van retirar, la qual cosa va indignar encara més el públic. El tercer dia es va anunciar el guanyador d'un concurs per a la col·locació d'un monument al poeta, que va resultar ser el projecte d'una biblioteca elaborat pel mestre d'obres Joan Bruguera, que no va agradar a ningú. En el següent banquet es va anunciar la fi dels festejos, just a la meitat del que es preveia, amb el que la cavalcada de Gaudí no va arribar a celebrar-se.
Del projecte gaudinià es conserven quatre dibuixos, realitzats en tinta xinesa a la ploma sobre paper vegetal. En ells apareixen diverses comitives formades per carruatges i personatges muntats o a peu, amb motius al·legòrics relacionats amb l'agricultura: la recol·lecció de les olives, la sega i la verema, més un quart del qual es desconeix la seva dedicació. Tots ells estan signats «A. Gaudí, arqte». També va realitzar un croquis general, al llapis, que es conserva al Museu Comarcal de Reus. Els quatre dibuixos van quedar a Vallfogona, fins que el 1960 van ser venuts a Enric Casanelles, secretari de l'associació Amics de Gaudí. Actualment es conserven a la Càtedra Gaudí, pertanyent a la Universitat Politècnica de Catalunya.